# Історія Попової Греблі
Основна стаття: Попова Гребля

## Археологічні дослідження
У ході багаторічних археологічних досліджень в околицях села виявлено дві пізньопалеолітичні стоянки: Червона Гребля та Червона Гребля I.
Перше поселення біля села виявлене у 1964 році В. І. Красковським та досліджене С. П. Смольяніновою в 1973році Воно розташоване на південно-східній околиці села. Друге — відкрито в 1974 році С. П. Смольяніновою в 300-х м західніше села, на правому березі р. Мала Савранка. Цю пам'ятку у 1975 році досліджували В. П. Ванчугов та В. Г. Кушнір. Вона виявилася багатошаровою. Другий її шар належав Сабатинівській культурі. Серед знахідок переважають фрагменти глиняних банкоподібних посудин із злегка відігнутими вінцями. Деякі посудини прикрашено 1-3 наліпними валиками. Серед знахідок слід відмітити і ручки від посудин двох типів. Цікавим виробом є глиняна модель човна-однодеревка.
Єдиною, відомою на сьогодні, пам'яткою Чорноліської культури в басейні Савранки є третій шар багатошарового поселення біля с. Попова Гребля. Поселення досліджувалося в 1975 році В. П. Ванчуговим та В. Г. Кушніром. Виявлені під час розкопок матеріали віднесені їх дослідниками до пізньочорноліського та ранньожаботинського етапів Чорноліської культури. Основна маса знахідок фрагменти глиняних посудин із загладженою та лощеною поверхнею темно-сірого та чорного кольорів. За формою переважають круглобокі тонкостінні посудини, кубки, корчаги, миски. Більшість посудин прикрашено врізним орнаментом у вигляді заштрихованих ромбів, трикутників, виконаних в кілька рядів широким поясом у верхній частині посудин. Зустрічаються посудини прикрашені зубчатим штампом, відтисками S-подібного штампу тощо.
Четвертий шар належить черняхівському часу. Під час розвідок на згаданих поселеннях зібрано різноманітний речовий матеріал: фрагменти кераміки, знаряддя праці, відходи металургійного виробництва.

## Давні часи
Перші поселенці селились на правому і на лівому березі річки Горошок. Кілька разів територія нашого села у первісний час заселялась поселенцями. Так одеські археологи 1985 р. за триста метрів на захід від села дослідили чотири археологічні культурні шари. Тобто не менше 4-х разів тут селились поселенці. Крім того учителем музики Борівським Борисом Васильовичем на території села було знайдено кам'яна сокира, яка відноситься до пізньої кам'яної доби. Сокира знаходиться у школі.

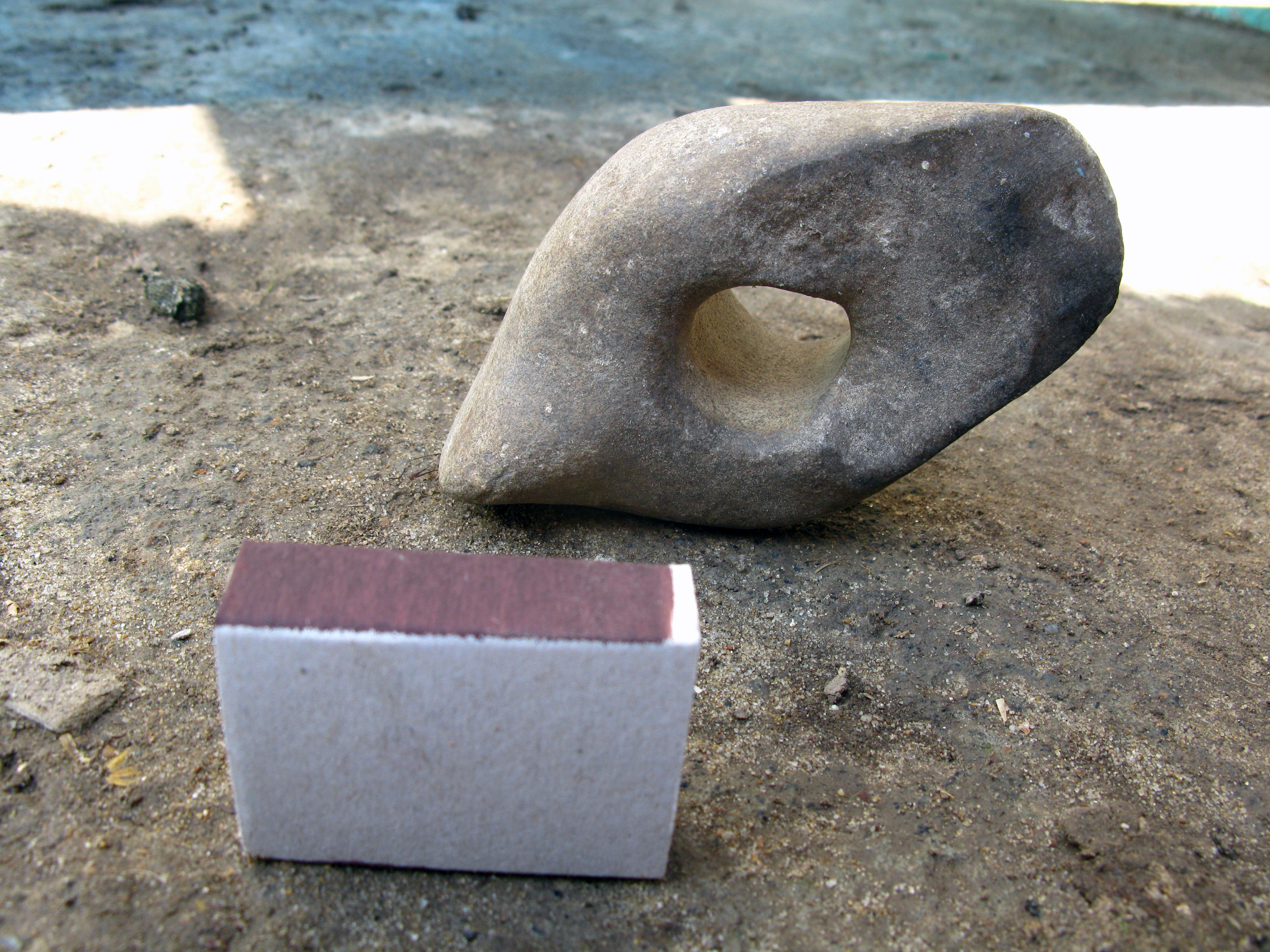
кам'яна сокира

Згідно з переказами старожилів населення села поповнилось за рахунок переселенців із с. Михайлівки, що було розташоване в сторону Стратіївки, біля Червоного хреста. Ця місцевість зараз називається урочище Бабійове. Дійсно після оранки весною на лівому і правому схилі урочища знаходимо велику кількість черепків і явно просвічується жовті плями. Це село було знищене татарами дата знищення невідома.
Точна дата заснування нашого села нам не відома. Скоріше всього село засноване у XVII століття перша його назва Борівка. У селі є вулиця неофіційна назва якої Борівка. Як стверджує у своїх спогадах покійний учитель історії Єроменко Микола Федорович перші поселенці нашого села були переселенці із села Борівки тепер Чернівецького району Вінницької області. Доказом цього є той факт що значна кількість населення нашого села носить прізвище Борівський. В епоху середньовіччя прізвище кріпакам давали по назві села. Хатинки тулилися тісненько вздовж річки на захід впритул до поселення Когутівка.
Крім того на південь від села у XVI-XVII ст. селились втікачі із Польщі де у в цей час посилився кріпосний гніт. Таке окреме поселення було в лісі, що носить і тепер назву Лотарі. Слово «лотарь» по-польському означає «розбійник». На початку XVII століття сюди на окраїни Дикого поля втікають селяни- втікачі з Росії. 1666 р. в Росії проведена патріархом Никоном церковна реформа, яка розколола православну російську церкву на дві частини. Старообрядці переслідувані урядом втікають в нашу місцевість. Більшість селяться в с. Куренівка частина — в Поповій Греблі.
На окраїні Дикого поля досить важко було жити в часи заснування села. Саме в цей час посилюється турецько-татарська агресія. Перекази старожилів с. Червоної Греблі та с. Куренівки свідчать, що напади татаро-турків були великим лихом для селянства. Селянин виїжджаючи на обробіток землі, забирав з дому не лише свою сім'ю, а і свої пожитки. У разі нападу татаро-турецьких орд, селяни ховалися у певному місці лісу. Про це свідчить назва лісу в с. Куренівка-Потайна. Про жорстокі напади кримських татар свідчать руїни, сліди яких залишились за 2,5 км від с. Городище в напрямку до ст. Рудниця. Тут і зараз видно рови та вали розваленого Городища. Село і зараз носить назву Городище.

## Литовсько-польська доба
Між 1329 та 1363 роками, по битві на Синіх Водах Поділля було визволене з-під татарського поневолення і долучене до Великого князівства Литовського, яке об’єднало в собі більшість земель, що до татарської навали входили до складу Київської Русі. В 1385 році в складі ВКЛ ці землі увійшли до польсько-литовської унії, а 1569 року, внаслідок укладення Люблінської унії та на підставі голосування місцевої шляхти, перейшли під безпосереднє управління Корони Польської, яка таким чином об’єднала під своєю владою всі українські землі у складі Речі Посполитої.
На південь від села, по розташованих на річці Кодима навколишніх селах проходив кордон між Річчю Посполитою та Османською імперією. Зокрема, село Будеї, яке знаходиться від Греблі на відстані 10 км, теж було розділене кордоном.

## Козацька доба
Під час Хмельниччини наші землі входять до Чечельницької сотні в склад Брацлавського полку.

## Після Руїни
Можливо вперше село під сучасною назвою згадано в протоколі допиту гайдамаки Василя Тумки, який був у загоні отамана Сави Чалого та брав участь у нападі на Могилів (складено у Київській губернській канцелярії 1735 року, описано події 1734 року)
У 1766 році парафіяльний список місцевої церкви включав 267 дворів та 1070 душ
У подимному реєстрі 1775 року Попова Гребля включало 164 «дими».
За переказами, піп на власні кошти побудував на горі дерев'яну церкву, будівельники церкву були галичани-австрійці. Через мілку і заболочену долину річки Горошок він збудував греблю, щоб причт з іншого берегу річки мав можливість дістатися до храму. Піп допомагав людям грішми, щоб будувались. Цю греблю селяни назвали Поповою, а тому й село назвали Попова Гребля. Треба зазначити, що оскільки сучасну назву села зафіксовано ще у 1734 році, коли жодних галичан-австрійців не існувало в природі, то і решту фактів із цієї легенди варто сприймати критично.

## Російська імперія
Після другого поділу Польщі 1793 р. село перейшло в склад Російської імперії.
Реформа 1861 селяни «звільнились» від кріпосної залежності, але землі не одержали. Як до реформи так і після реформи селяни задихалися від малоземелля.
Сільська община Попової Греблі була організована. В общині стали поширюватись чутки про те, що князь Орлов, звільнивши людей від кріпосної залежності обдурив селян, не давши їм землі, а цар ніби пропонував дати. Селянам Пової Греблі як і селяни Російської імперії думали, що цар добрий, що в усьому винні чиновники на місцях, а цар не знає про селян. Отже селяни Попової Греблі виступають у захваті землі за вулицею Борівка. Щоб застерегти себе поміщик-орендар викликав роту солдат для охорони поміщицької землі. Селяни сільської общини вирішили діяти іншим шляхом. Перед людьми став виступати селянин середнього достатку Борівський Федір Карпович (жив на території бані), про те що треба написати просьбу і цар дасть землю. Селяни не розуміли, що цар це найбільший поміщик і захищає інтереси таких як сам. Селяни Греблі збирають велику кількість грошей для відрядження Борівського до Санкт-Петербургу до царя. Коли відправили Борівського до царя, і через деякий час поширилися чутки про приїзд князя Орлова. Селяни зібралися біля церкви щоб зустріти князя, всі стояли на колінах.

Не даром селяни говорили, що «бог високо, а цар далеко»[джерело?]. Борівський лише збирав гроші для поїздки в Санкт-Петербург, а землі для селян добитися не міг. Слідом за Федором Борівський приїхала поліція, вони оголосили за його голову 500 крб. золотом. Перекази Яценюка Степана свідчать: 
|  | одного разу поліція шукала Борівського у його родичів на Слободі, раптом сам Федір побачив, що у хату іде поліція, він не розгубився згорнув сміття на затулу накинув хустку і став направлятися на зустріч. У дверях вони розминулись і Борівський зник, на долини де ріс високий очерет і більше його в селі не бачили. |

У 1888 році селяни судилися з князем Орловим за земельні угіддя, відібрані в общини на користь останнього. Суд підтримав князя. Селяни почали боротьбу, у якій взяло участь близько 400 чоловік.
Отже судовий процес з князем Орловим це був генеральною підготовкою до революційних подій 1905 р.

## Початок XX століття
У січні 1905 р. цар розстріляв віру в царя, так судова справа селян Попової Греблі підірвала віру в доброго царя. Та очікуваного людьми так і не було. Край знову запалав у полум'ї повстань. Проти нової влади виступали селяни які ще навесні 1920 р. її підтримували. На території села діяли повстанські загони Заболотного, Шепеля Матоли, Я.Малого, О.Боровського, Добровольського. В лісі урочище Лотарі діяв активний повсталий загін під проводом місцевого жителя О.Борівського. Його загін займав зручні для огляду околиці місцевості і контролював шлях через село. Це дало їм змогу знищити загін червоноармійців. У квітні 1921 р. в селі з'являється загін червоноармійців під керівництвом Атюнина і село було запалено. Піднялась страшенна буря село покрилось вогняною шапкою, люди і скот на польових роботах і пасовища. Навколишні села побачили Попову Греблю — червоною. З цього моменту 17 квітня 1921 року Попову Греблю називають Червоною Греблею. В результаті було спалено 534 будинки в полум'ї згоріло двоє дітей і літній чоловік. Близько 700 жителів села влилися в повстанські загони. Керівник загону О.Борівський появився у селі коли на його території були вже фашисти. Він був староста. Мав свій млин, олійню. Коли село було визволено, Борівського в селі більше ніхто не бачив.
З 1921–1928 р. період мирної відбудови села. Селяни не тільки відбудовують свої хати, а село значно розширилось. Після пожежі виникла вулиця Маковеївка. В 1927 р. відбулось виселення на селище Новоукраїнку. Кількість заможних селян щороку збільшувалось. Але посилення одноосібних господарств не задовольняла владу, тому що у них важко було забирати хліб для держави. Для вирішення цього питання розпочали колективізацію. Селян заганяли у колгоспи, забирали скот, господарські приміщення.
В 1929 році весною був організований СОЗ «Вперед до Комуни.»
Голод фактично розпочався у 1930 році, коли вийшов наказ забирати худобу для потреб шкіряної промисловості. Наказ виконали: 50 відсотків поголів'я худоби було ліквідовано уже в 1931 році
В 1934 році організувалися ще чотири СОЗи «ім. Кірова», «ім. Кагановича», «Червона Зірка», «ім. Ворошилова». В колгоспі працювали в основному жінки та старики.

## Друга Світова Війна

Братська могила

У Другій світовій війні село було захоплене 28 липня 1941 р. Територія села була під владою війська румунського. З села фронт пішло 1490 чоловік. Смертю хоробрих загинуло 361 жителів села. Імена загиблих викарбувані на обеліску, який було відкрито 9 травня 1962 року на честь перемоги над фашистами.
В братській могилі посеред села покоїться прах трьох льотчиків 81 авіаполку, яких літак було збито в липні 1941 р. за селом
- Котляров Микола Іванович — лейтенант
- Знаменький Констянтин Васильович — лейтенант
- Захаров Володимир Васильович — мл. сержант

22 березня 1944 р. при визволенні села загинули бійці 80 гвардійської дивізії.
- Артеменко Володимир Васильович — ст. сержант
- Фазмієв Нурімак — лейтенант

На території села діяла підпільна організація під керівництвом Соболюка Олександра Фадійовича. Яка підтримувала зв'язки з партизанськими загонами: командирів Артюхова, Морозова П. Н.
22 березня 1944 р. село Попова Гребля було звільнено. Бій пройшов на селищі Новоукраїнка. Село було спалено. Загинуло 6 чоловік. Обжилянський В. М. Обжилянський І. Т. Білецький М. В. Парелюлько Ольга Олексіївна та її дві доньки Валентина і Ганна. А сина Ольга прикрила і він залишився живий. На селищі також споруджений обеліск.
Жителі села, що нагороджені кавалери трьох орденів слави: Бугайчук М. С. Івановський Т. Т. Мельник Т. М. — двох орденів слави.

## Післявоєнні роки
У 1951 році відбувається об'єднання колгоспів, утворюється сільськогосподарська артіль ім. Ворошилова. Головою був Омецінський Станіслав Йосипович. Згідно з указом Президії Верховної Ради у 1957 році колгосп Ворошилова перейменований на колгосп ім. Кірова. В колгоспі нараховується 4057 га землі в тому числі орної 2774 га. З 1951–1968 р. під час головування Омецінського Станіслава Йосиповича, на час об'єднання в касі колгоспу не було жодної копійки. З 1954 р. прибутки зростали. І досягли 3 млн карбованців. Ріст грошових прибутків дав можливість збільшити капіталовкладення в будівництво: збудовано хороші кам'яні приміщення корівників, свинарника, телятника, водонапірна вежа, будинок культури, олійня, млин. Багато колгоспників будують нові хати.
З 1979 р. по 1994 р. працює головою колгоспу Кресний Д. В.
Ветерани Війна в Афганістані:
- Довгань Олександр Миколайович
- Мулько Василь Ілліч
- Бойко Андрій Миколайович

Ліквідатори аварії на ЧАЕС:
- Погорілий Олексій Андрійович — немає вже в живих
- Шевчук Федір Аврамович
- Слєпий Василь Сильвестрович

## Сучасність (1990-ті— поч.XXIст.)
В 1993 року колгосп ім. Кірова перейменовано на КСП Нива. З 1994 року часто змінюються голови колгоспів. І це довело до того, що з 2000 року земля в колгоспі не обробляється, знищено приміщення ферми, свиноферми, тракторної бригади, гаража. В колгоспі немає техніки.
Колишнє СТОВ «Агрофірма „Нива“» визнане банкрутом ще у 2006 році і процес банкрутства завершився в 2007 році.